# Рагби клуб Загреб
Рагби клуб Загреб је рагби јунион клуб из Загреба и један је од најславнијих хрватских рагби клубова.

## Успеси
Првенство Југославије у рагбију - 6
1974/75, 1975/76, 1976/77, 1977/78, 1979/80, 1980/81
Првенство Хрватске у рагбију - 2
1993/94, 2000/01
Куп Југославије у рагбију - 2
1974, 1980
Куп Хрватске у рагбију - 3
1996, 2002, 2003
Интер лига - 1
2005/06

## Састав
Први тим
- Иван Биелен
- Александар Хољевац
- Марјан Славичек
- Крешо Славичек
- Дамир Јанковић
- Златко Пасарић
- Марко Загоришек
- Јурај Бруно Перишић
- Здравко Раос
- Лука Јурешко
- Хрвоје Мартон
- Јурај Јосип Зелић
- Иван Зелић
- Никола Лесар
- Фран Јурић
- Кристијан Акмачић
- Антонио Антолић
- Томислав Кадић
- Миле Ромчевић – Влаховић
- Фран Хасија
- Леон Буразоровић
- Ервин Костањшак
- Мартин Решковић
- Божидар Ловро Биркић
- Иван Јосиповић
- Миливој Крамарић
- Жељко Галић
- Дарко Фатовић
- Марко Крпан
- Иван Белобрајдић
- Матија Цапак
- Кристијан Драганић